# Decibel Outdoor
Decibel Outdoor är en nederländsk musikfestival för hård elektronisk dansmusik som hardstyle och hardcore techno. Den har arrangerats årligen sedan 2002 av B2S. De tre första åren ägde festivalen rum på området Binnenmaas i Mijnsheerenland. 2005 flyttade den till Lingebos i Gorinchem, och sedan 2006 har den legat vid Beekse Bergen i Hilvarenbeek.

## Festivalhistorik
| Datum           | Plats                                        | Stora artister                      | Hymn                                                              |
| --------------- | -------------------------------------------- | ----------------------------------- | ----------------------------------------------------------------- |
| 31 augusti 2002 | Recreatiegebied Binnenmaas (Mijnsheerenland) | Paul Elstak, Lady Dana              | The Beholder & Balistic - Decibel Anthem                          |
| 30 augusti 2003 | Recreatiegebied Binnenmaas (Mijnsheerenland) | Technoboy, DJ Isaac                 | The Beholder & Balistic feat. Max Enforcer - Decibel 2003         |
| 28 augusti 2004 | Recreatiegebied Binnenmaas (Mijnsheerenland) | Zany, Don Diablo                    | The Beholder & Balistic feat. Max Enforcer - Bigger Better Louder |
| 20 augusti 2005 | Lingebos (Gorinchem)                         | Darkraver, Paul Elstak              | The Beholder & Balistic feat. Max Enforcer - Nuclear Reaction     |
| 19 augusti 2006 | Beekse Bergen (Hilvarenbeek)                 | Ruffneck, Partyraiser               | Southstylers - Decibel Anthem 2006                                |
| 18 augusti 2007 | Beekse Bergen (Hilvarenbeek)                 | Charly Lownoise, Coone              | Deepack & Charly Lownoise feat. MC Villain - Can't Hold Us Down   |
| 16 augusti 2008 | Beekse Bergen (Hilvarenbeek)                 | The Prophet, Neophyte               | The Beholder & Zany - Bleeding For The Harder Styles              |
| 15 augusti 2009 | Beekse Bergen (Hilvarenbeek)                 | Promo, Deepack                      | Brennan Heart - City of Intensity                                 |
| 21 augusti 2010 | Beekse Bergen (Hilvarenbeek)                 | Noisecontrollers, Wildstylez        | Noisecontrollers - Summer In the City                             |
| 20 augusti 2011 | Beekse Bergen (Hilvarenbeek)                 | Zatox, Tha Playah, Zany             | Zany & Max Enforcer feat. MC DV8 - Sound Intense City             |
| 18 augusti 2012 | Beekse Bergen (Hilvarenbeek)                 | Zany, Zatox, Brennan Heart          | Zatox - D.E.C.I.B.E.L                                             |
| 17 augusti 2013 | Beekse Bergen (Hilvarenbeek)                 | Frontliner, Adaro, Noisecontrollers | Alpha² & Noisecontrollers - Craving for the Beat                  |
| 16 augusti 2014 | Beekse Bergen (Hilvarenbeek)                 |                                     | Psyko Punkz - Back Again                                          |